# 1,3-Dichlorpropan
1,3-Dichlorpropan ist eine chemische Verbindung aus der Gruppe der gesättigten Chlorkohlenwasserstoffe. Sie wird als Synthesegrundstoff verwendet.